# Eikichi Kawasaki
Pour les articles homonymes, voir Kawasaki.
Eikichi Kawasaki (川崎 英吉, Kawasaki Eikichi), né en 1944, est un développeur de jeux vidéo, producteur, planificateur et éditeur de jeu vidéo japonais. Il est le fondateur de Shin Nihon Kikaku qui fut renommé en SNK, puis SNK Playmore.

## Description
Eikichi Kawasaki, ancien champion de boxe poids coq, fonde Shin Nihon Kikaku en 1973, une entreprise de composants électroniques. Renommée SNK en 1978, l'entreprise se repositionne dans la conception de jeux vidéo d'arcades. Eikichi Kawasaki en reste président jusqu'à sa faillite en 2001, faillite imputée à la mauvaise gestion de Aruze, repreneur de SNK alors en difficulté financière. Eikichi Kawasaki anticipe ensuite le naufrage de SNK en créant BrezzaSoft, puis Playmore en août 2001, qui rachète tous les actifs de la société SNK auprès d'Aruze (à la suite de plusieurs procès), avant de devenir SNK Playmore,. Eikichi Kawasaki est dorénavant à la retraite (2010).

## Consoles de jeux vidéo, consoles portables & systèmes d'arcade
Systèmes d'arcade
- Marvin's Maze
- Main Event
- HAL 21
- Triple Z80 Based
- Ikari Warriors
- Psycho Soldier
- Alpha 68K Based;Console portable
- 68K Based
- Beast Busters
- Neo-Geo MVS
- Hyper Neo-Geo 64

Consoles de jeux vidéo
- Neo-Geo AES
- Neo-Geo CD
- Neo-Geo CDZ

Consoles portables
- Neo-Geo Pocket
- Neo-Geo Pocket Color